# Wereldkampioenschappen baanwielrennen 1973
De wereldkampioenschappen baanwielrennen 1973 werden gehouden van 22 tot en met 27 augustus in de Spaanse stad San Sebastián. In totaal vonden er elf onderdelen plaats; twee bij de vrouwen en negen bij de mannen. Bij de mannen waren zes onderdelen voor de amateurs en de andere drie voor profs toegankelijk. Gastland Spanje won geen medailles. Ondanks het feit dat het een wereldkampioenschap betrof werden er alleen medailles gewonnen door renners uit landen van het Europese continent.

## Uitslagen

### Mannen
| Onderdeel     | Goud                                | Zilver                              | Brons                                |
| ------------- | ----------------------------------- | ----------------------------------- | ------------------------------------ |
| Achtervolging | Hugh Porter                         | René Pijnen                         | Ferdinand Bracke                     |
| Sprint        | Robert Van Lancker                  | Giordano Turrini                    | Ezio Cardi                           |
| Stayeren      | Nederland Joop Stakenburg Cees Stam | Nederland Bruno Walrave Piet de Wit | Frankrijk Christian Raymond Goutorbe |

### Amateurs
| Onderdeel            | Goud                                                                            | Zilver                                                                     | Brons                                                                |
| -------------------- | ------------------------------------------------------------------------------- | -------------------------------------------------------------------------- | -------------------------------------------------------------------- |
| Achtervolging        | Knut Knudsen                                                                    | Herman Ponsteen                                                            | Ruppert Kratzer                                                      |
| Ploegenachtervolging | Bondsrepubliek Duitsland Günter Haritz Hans Lutz Günter Schumacher Peter Vonhof | Verenigd Koninkrijk Michael Bennett Richard Evans Ian Hallam William Moore | Nederland Gerrie Fens Peter Nieuwenhuis Herman Ponsteen Roy Schuiten |
| Sprint               | Daniel Morelon                                                                  | Anatoli Jablunovski                                                        | Giorgio Rossi                                                        |
| Stayeren             | Horst Gnas                                                                      | Rainer Podlesch                                                            | Gaby Minneboo                                                        |
| Tandem               | Tsjecho-Slowakije Vladimír Vačkář Miroslav Vymazal                              | Sovjet-Unie Viktor Kopilov Vladimir Semenets                               | Duitse Democratische Republiek Hans-Jürgen Geschke Werner Otto       |
| Tijdrit              | Janusz Kierzkowski                                                              | Eduard Rapp                                                                | Herman Ponsteen                                                      |

### Vrouwen
| Onderdeel     | Goud              | Zilver                 | Brons              |
| ------------- | ----------------- | ---------------------- | ------------------ |
| Achtervolging | Tamara Garkusjina | Keetie van Oosten-Hage | Beryl Burton       |
| Sprint        | Sheila Young      | Iva Zajíčková          | Galina Jermolajeva |

## Medaillespiegel
| Plaats | Land                           | Goud | Zilver | Brons | Totaal |
| 1      | Bondsrepubliek Duitsland       | 2    | 1      | 1     | 4      |
| 2      | Nederland                      | 1    | 4      | 3     | 8      |
| 3      | Sovjet-Unie                    | 1    | 3      | 0     | 4      |
| 4      | Tsjecho-Slowakije              | 1    | 1      | 0     | 2      |
| 5      | België                         | 1    | 0      | 1     | 2      |
| 5      | Verenigd Koninkrijk            | 1    | 0      | 1     | 2      |
| 7      | Frankrijk                      | 1    | 0      | 0     | 1      |
| 7      | Noorwegen                      | 1    | 0      | 0     | 1      |
| 7      | Polen                          | 1    | 0      | 0     | 1      |
| 7      | Verenigde Staten               | 1    | 0      | 0     | 1      |
| 11     | Italië                         | 0    | 1      | 2     | 3      |
| 12     | Duitse Democratische Republiek | 0    | 0      | 1     | 1      |